# Saqajaa
Saqajaa, tidigare namn Sakkiak Island, är en ö i Kanada.   Den ligger i territoriet Nunavut, i den östra delen av landet, 2 100 km norr om huvudstaden Ottawa. Arean är 7,0 kvadratkilometer.
Terrängen på Saqajaa är platt. Öns högsta punkt är 75 meter över havet. Den sträcker sig 2,5 kilometer i nord-sydlig riktning, och 4,1 kilometer i öst-västlig riktning.